# Sättra, Borgholms kommun
Sättra är en småort i Borgholms kommun belägen i Gärdslösa socken, cirka tre kilometer väster om Gärdslösa. Här fanns tidigare en järnvägsstation.